# Conolophia rectistrigaria
Conolophia rectistrigaria là một loài bướm đêm trong họ Geometridae.